# Toulon (Illinois)
Toulon è un comune degli Stati Uniti d'America, situato nell'Illinois, nella contea di Stark, della quale è anche il capoluogo.